# هينينج بيرنس
هينينج بيرنس (بالألمانية: Henning Behrens)‏ هو اقتصادي ألماني، ولد في 1 فبراير 1940 في هامبورغ في ألمانيا.